# NGC 412
NGC 412 is een niet geverifieerd object in het sterrenbeeld Walvis dat beschreven wordt in de New General Catalogue. Het hemelobject werd in 1886 gelokaliseerd door de Amerikaanse astronoom Francis Preserved Leavenworth.